# 11759 Сюняєв
11759 Сюняєв (11759 Sunyaev) — астероїд головного поясу, відкритий 24 вересня 1960 року.
Тіссеранів параметр щодо Юпітера — 3,503.
Названо на честь відомого радянського астрофізика Рашида Сюняєва.